# Popovice u Uherského Hradiště
Popovice (deutsch Popowitz, früher Poppowitz) ist eine Gemeinde in Tschechien. Sie liegt sechs Kilometer südöstlich von Uherské Hradiště und gehört zum Okres Uherské Hradiště.

## Geographie
Popovice befindet sich rechtsseitig über dem Tal der Olšava. Das Dorf liegt in dem zur Vizovická vrchovina gehörigen Hügelland Prakšická pahorkatina am Rande des gleichnamigen Naturparks. Westlich liegt das Tal des Baches Olšovec mit den Teichen Popovické rybníky. Nordöstlich erhebt sich der Lovisko (349 m), östlich der Milonín (323 m), im Südosten der Myšince (352 m), südlich der Kamenný (348 m) und Hluboček (351 m) sowie nordwestlich die Rovnina (336 m). Südlich des Dorfes verläuft im Tal der Olšava die Bahnstrecke Brno–Vlárský průsmyk, dahinter die Europastraße 50/Staatsstraße I/50 von Brno nach Trenčín.
Nachbarorte sind Javorovec und Mistřice im Norden, Nedachlebice und Prakšice im Nordosten, Hradčovice im Osten, Veletiny im Südosten, Podolí im Süden, Míkovice und Vésky im Südwesten, Sady im Westen sowie Mařatice, Rybárny und Jarošov im Nordwesten.

## Geschichte
Die erste schriftliche Erwähnung von Horní Popovice erfolgte 1220 im Zuge der Schenkung des Dorfes durch Ottokar I. Přemysl an den Zisterzienserorden. 1228 wurde das Dorf zusammen mit Dolní Popovice in der Gründungsurkunde des Klosters Velehrad als klösterlicher Besitz aufgeführt. Angeblich soll Ulrich III. von Spanheim 1247 dem Kloster eine Kapelle der Jungfrau Maria in Popovice auf dem Berg bei Kunovice geschenkt haben, dies wird heute als falsch angesehen, da zu dieser Zeit die Güter bereits dem Kloster gehörten. Nach der Zerstörung des Klosters durch die Hussiten bemächtigte sich Burian von Vlčnov der Güter. 1437 erhielt Burian Popovice als Pfand. 1467 verpfändete das Kloster die Dörfer Podolí und Popovice auf 20 Jahre an die Stadt Hradiště. Schließlich verkaufte das Kloster Popovice am 28. Juni 1533 an die Stadt. 1669 wurde das ganze Dorf beim Einfall der Ungarn niedergebrannt. Bei weiteren Einfällen ungarischer Truppen wurde Popovice 1683 erneut teilweise in Brand gesteckt. Das älteste Ortssiegel stammt aus dem Jahre 1698. 1708 wurde in Popovice eine Trivialschule eingerichtet, zuvor wurde in Derfle unterrichtet. In der Mitte des 18. Jahrhunderts hatte das Dorf etwa 500 Einwohner. 1828 entstand in Popovice ein Schulhaus. Bis zur Mitte des 19. Jahrhunderts blieb Popovice immer zum Großgut Uherské Hradiště untertänig.
Nach der Aufhebung der Patrimonialherrschaften bildete Popovice/Poppowitz ab 1850 eine Gemeinde im Bezirk Ungarisch Hradisch. Während des Deutschen Krieges schleppten 1866 preußische Truppen die Cholera ein, an deren Folgen 31 Einwohner starben. 1888 wurde die Wlarabahn eröffnet und in Popovice die Haltestelle Popowitz eingerichtet. Nächst der Haltestelle entgleiste am 13. Oktober 1909 ein Güterzug in einem Gleisbogen, wobei zwei Menschen ums Leben kamen und weitere verletzt wurden. Bis zur Errichtung der Pfarre im Jahre 1913 war Popovice nach Derfle gepfarrt. Seit dieser Zeit ist Popovice auch Pfarrort für Podolí. 1920 wurde in Popovice eine gewerbliche Berufsschule eingerichtet. Die örtliche Brennerei wurde 1948 verstaatlicht.

## Gemeindegliederung
Für die Gemeinde Popovice sind keine Ortsteile ausgewiesen.

## Sehenswürdigkeiten
- Pfarrkirche Maria Rosenkranz, errichtet 1937
- Nischenkapelle des hl. Johannes von Nepomuk, am Feldweg nach Hradčovice, erbaut 1857
- Popovicer Weihnachtsberg (Popovický betlém), das 1950 von Antonín Potomák vollendete Volkskunstwerk befindet sich heute in der Kirche und wird in der Weihnachtszeit gezeigt
- Volkstrachten-Museum der Familie Potomák (Potomákovo muzeum lidových krojů), eröffnet 2007
- Kapelle Maria Rosenkranz an einer wundertätigen Quelle in der Flur Kříb bei den Popovické rybníky, errichtet in der ersten Hälfte des 20. Jahrhunderts
- Aussichtsturm auf der Rovnina, der zwischen 2001 und 2003 errichtete 49,5 m hohe Sendeturm von EUROTEL Praha wurde in 23,93 m Höhe mit einer Aussichtsplattform versehen.
- Naturpark Prakšická pahorkatina
- Naturreservat Olšava, unbegradigter Flussabschnitt der Olšava, südlich des Dorfes